# Peytoia nathorsti
La peytoia (Peytoia nathorsti) è un animale marino estinto appartenente ai dinocaridi, vissuto nel Cambriano medio (circa 505 milioni di anni fa). I suoi resti fossili sono stati ritrovati in Canada, nel famoso giacimento di Burgess Shales.

## Descrizione
Lungo circa 40 centimetri, questo animale possedeva un corpo allungato, terminante in una testa ampia e piatta. L'aspetto generale era decisamente curioso, a causa della presenza di due lunghe appendici anteriori, poste davanti alla bocca. Queste appendici erano segmentate e dotate di grandi spine seghettate, dall'aspetto sottile, mentre la bocca era circolare e composta da vari elementi dentati. Rispetto all'assai simile Anomalocaris, Peytoia era privo di “ventaglio” caudale e gli occhi erano posti su peduncoli molto più corti. Ai lati del corpo si trovavano numerosi lobi simili a pinne, ma non è chiaro se queste strutture fossero rigide o molli. In ogni caso, i lobi si estendevano oltre al corpo di un buon 50% nel senso della larghezza.

## Scoperta e classificazione
I primi resti di Peytoia furono descritti da Charles Doolittle Walcott negli anni '10, ma i fossili consistevano solo in una struttura arrotondata con un buco al centro, e venne inizialmente scambiata per una medusa; era in realtà la bocca dell'animale. Altri fossili, descritti come Laggania, erano talmente mal conservati che vennero attribuiti a una forma aberrante di cetriolo di mare (Holoturoidea); un altro fossile misterioso, noto come “Appendice F”, fu attribuito inizialmente all'artropode Sidneyia. Solo in seguito questa struttura venne riconosciuta come una delle appendici anteriori davanti alla bocca di Peytoia, grazie a resti più completi e alla contemporanea ridescrizione di Anomalocaris.

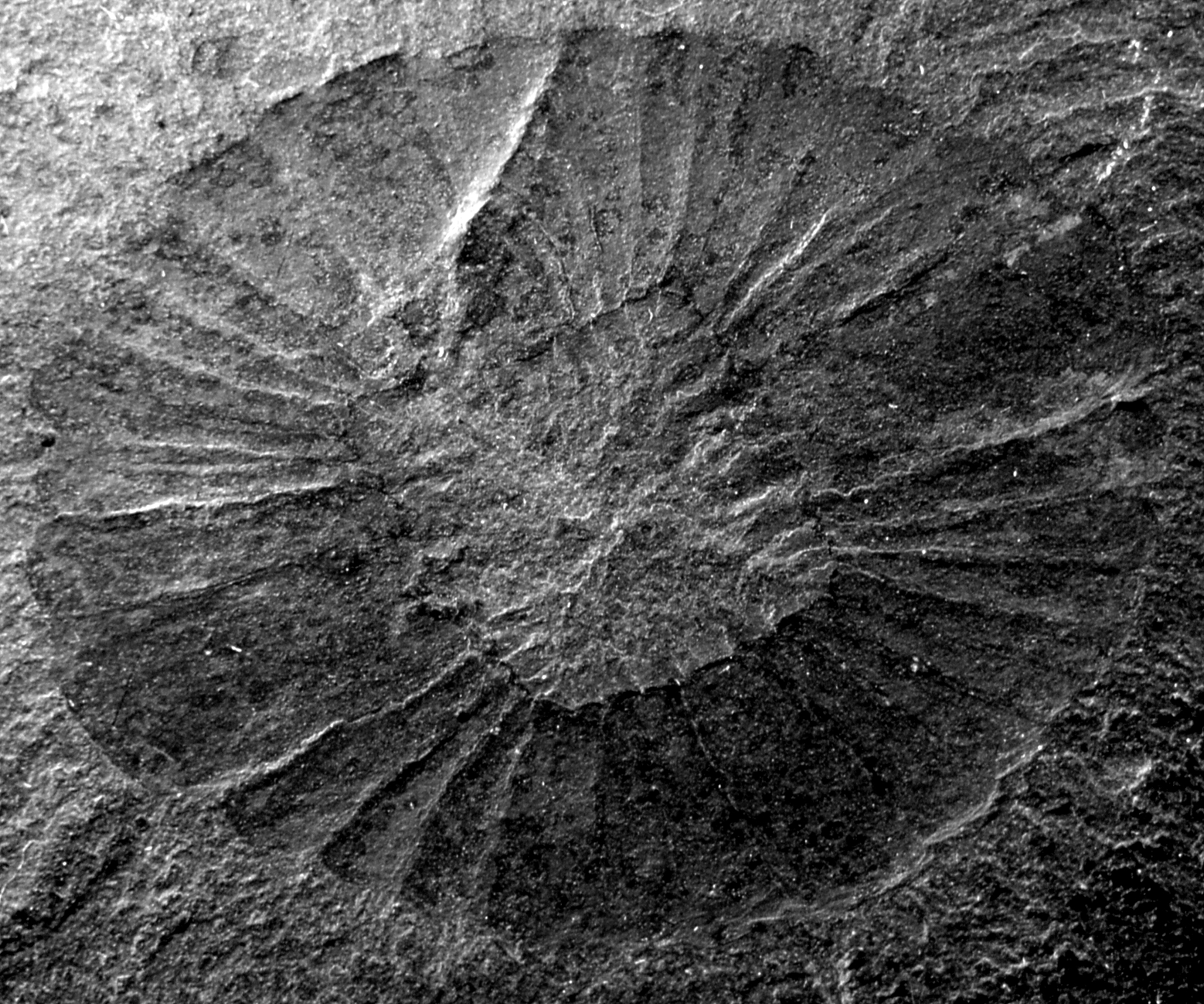
I resti della bocca circolare di Peytoia, inizialmente scambiati per quelli di una medusa

Attualmente Peytoia è considerato un tipico rappresentante dei dinocaridi, un gruppo di animali dall'incerta classificazione, forse vicini all'origine degli artropodi e incluso da alcuni studiosi all'interno del grande gruppo dei lobopodi. Oltre a Peytoia e Anomalocaris, il gruppo dei dinocaridi includeva anche numerose altre forme come Opabinia, Amplectobelua, Parapeytoia e probabilmente Kerygmachela e Pambdelurion.

## Stile di vita
Al contrario di Anomalocaris, che doveva essere il superpredatore del suo ambiente, sembra che Peytoia fosse meno adattato alla caccia attiva. Gli occhi, ad esempio, erano posti in posizione laterale, mentre le appendici erano più corte e sottili rispetto a quelle di Anomalocaris. Il piano corporeo di Peytoia, infine, sembra essere stato meno adatto a evoluzioni durante il nuoto. È possibile che Peytoia si nutrisse di zooplancton, invece di cacciare attivamente trilobiti e creature simili, nuotando nei pressi della superficie e immettendo nella bocca ovale grandi quantità di cibo grazie alle appendici anteriori frastagliate.